# Portugiesische Badmintonmeisterschaft 1970
Die Portugiesische Badmintonmeisterschaft 1970 fand Ende April 1970 in Estoril statt. Es war die 13. Austragung der nationalen Titelkämpfe in Portugal.

## Finalergebnisse
| Disziplin    | Sieger                      | Finalist                    | Ergebnis         |
| ------------ | --------------------------- | --------------------------- | ---------------- |
| Herreneinzel | José Bento                  | Tomás Matoso                | 15-9, 15-11      |
| Dameneinzel  | Isabel Rocha                | Peggy Brixhe                | 7-11, 11-9, 11-3 |
| Herrendoppel | José Bento Marques da Costa | Pinto Alves Francisco Lemos | 15-12, 15-11     |
| Mixed        | José Bento Isabel Rocha     | Pinto Alves Peggy Brixhe    | 15-10, 15-1      |